# Toy Story 2
Toy Story 2 aus dem Jahr 1999 ist die Fortsetzung von Toy Story von 1995 und wie sein Vorgänger ein komplett computeranimierter Trickfilm. Er wurde 2000 für einen Oscar in der Kategorie Bester Song für „When She Loved Me“ nominiert.

## Handlung
Die Geschichte beginnt mit einer Videospielsequenz, bei der Buzz Lightyear und Imperator Zurg sich bekämpfen. Spielzeug-Dinosaurier Rex verliert das Spiel, als Buzz Zurg unterliegt. Spielzeug-Cowboy Woody sucht unterdessen seinen Hut, um Andy ins Ferienlager begleiten zu können. Alle Spielzeuge helfen bei der Suche mit und Spielzeug-Hund Slinky findet ihn schließlich. Bevor es allerdings für Woody ins Ferienlager geht, spielt Andy nochmals mit all seinen Spielsachen. Hierbei beschädigt er Woodys Arm und entscheidet sich, ihn nicht mitzunehmen. Woody ist sehr traurig darüber. Nach einem Alptraum, bei dem Andy Woody wegen des angerissenen Arms wegwirft, findet Woody hinter einem Buch versteckt Spielzeug-Pinguin Wheezy. Dieser wurde aufgrund eines Quiek-Defekts bereits vor einiger Zeit von Andys Mutter auf diese Weise ausrangiert. Während sich die beiden unterhalten, sehen sie, wie diese einen Flohmarkt eröffnet. Schon wenige Minuten später kommt sie auch in Andys Zimmer, um dort nach verkaufbaren Gegenständen zu suchen und nimmt hierbei auch Wheezy mit. Es folgt eine Rettungsaktion, um Wheezy zurückzuholen, bei der Woody sich Andys richtigen Hundes Buster als Fortbewegungsmittel bedient.
Der Plan, Wheezy zu retten, gelingt, doch beim Ritt auf Buster zurück auf das Zimmer verliert Woody den Halt und kommt zu Fall. Ein Mann namens Al, welcher auf dem Flohmarkt exakt nach einer Figur wie Woody sucht, wird auf diesen aufmerksam. Nachdem Andys Mutter den Verkauf von Woody aber unter allen Umständen ablehnt, klaut der Mann ihn einfach. Buzz’ sofortiger Rettungsversuch misslingt, er findet aber heraus, wer der Entführer ist. Gemeinsam schmieden die Spielzeuge einen Rettungsplan. Währenddessen erfährt Woody bei Als Abwesenheit in dessen Wohnung, dass er ein seltenes, begehrtes Hauptsammlerstück der Sammelserie Woody’s Roundup ist und gemeinsam mit den drei dazugehörenden Wild-West-Spielzeugfiguren Goldgräber Stinke-Piet, Cowgirl Jessie und dem Pferd Bullseye, kurz Bully, an ein Spielzeugmuseum in Tokio verkauft werden soll. Die drei versuchen Woody zu überzeugen, bei ihnen zu bleiben, doch dieser möchte zu Andy zurück. Bei Als Rückkehr reißt dieser Woodys Arm versehentlich ganz ab. Jessie ist der Meinung, dass Woody von Andy so nicht mehr zurückgenommen wird. Bei Woody kommen langsam Selbstzweifel auf. In der Nacht versucht Woody seinen abgerissenen Arm von Al wieder zurückzubekommen und Bully hilft ihm dabei, als plötzlich der Fernseher angeht und Al geweckt wird.
Inzwischen haben sich die Spielzeugfiguren Buzz, Rex, Slinky, Charlie Naseweis und Sparschwein Specki auf den Weg gemacht, um Woody zu Hilfe zu eilen. Hierbei ist von diesen auch eine Straße in der Hauptverkehrszeit zu überqueren. In Als Spielzeugladen entdeckt Rex kurz darauf ein Lösungsheft, um Zurg im Spiel besiegen zu können. Um Woody schneller zu finden, teilen sich alle auf. Buzz findet in Abwesenheit der anderen eine verbesserte Version seiner selbst. Als er sich das Upgrade von einer der Puppen besorgen möchte, wehrt sich diese und steckt den alten Buzz an ihrer Stelle in die Verpackung. Der neue Buzz fällt den anderen nicht auf. Woody wird inzwischen von einem durch Al herbeigerufenen Restaurateur wieder komplett aufgefrischt und sein Arm repariert. Während sich Woody hierüber freut, ist Jessie nicht begeistert. Die beiden sprechen miteinander und so beginnt Woody zu verstehen, dass Andy ihn vielleicht eines Tages nicht mehr braucht. Auch Bully und Stinke-Piet drängen Woody zu bleiben. Woodys vier Freunde treffen zusammen mit dem neuen Buzz bei ihrer weiteren Suche auf Al und schlüpfen unbemerkt in dessen Tasche, um so schneller zu Woody zu gelangen. Der alte Buzz, welcher sich kurz zuvor befreien konnte, bekommt dies mit und folgt Al. Hierbei befreit er unversehens Imperator Zurg aus einem der zu Boden gefallenen Kartons. Dieser nimmt die Verfolgung auf, um Buzz zu vernichten.
Nachdem Al die Tasche im Auto zurücklässt, folgen ihm Woodys Freunde und der neue Buzz. Der alte Buzz ist ihnen dicht auf den Fersen. Woody freundet sich zwischenzeitlich immer stärker mit den drei Sammelserienkollegen an und freut sich darauf, bald mit ihnen reisen zu können. Während sie gemeinsam herumalbern, werden sie von den vier Freunden und dem neuen Buzz durch einen Lüftungsschacht beobachtet, welche darin fälschlicherweise aber einen Angriff auf Woody erkennen und den Raum stürmen. Auch der alte Buzz trifft kurz danach ein und Woody klärt alle auf, dass es sich bei den dreien um neue Freunde handelt. Auch wer der alte und der neue Buzz ist, wird hierauf geklärt. Woody teilt allen Neuankömmlingen mit, wer er wirklich ist und dass er deshalb mitreisen möchte. Seine alten Freunde ziehen traurig wieder ab. Woody bekommt deshalb Gewissensbisse, entscheidet sich zuletzt doch für ein Leben in Andys Kinderzimmer und möchte seinen alten Freunden folgen. Zuvor versucht er aber noch die neu gewonnenen Freunde zum Mitkommen zu überreden. Doch Stinke-Piet sieht nun seine friedliche Museumszukunft in Gefahr. Er versucht Woody gewaltsam daran zu hindern, zu seinen Freunden zu gelangen, als Al wieder zurückkehrt, alle Sammlerstücke zügig verpackt und mitnimmt. Erneut nehmen die alten Freunde zusammen mit dem neuen Buzz die Verfolgung auf, jedoch versperrt ihnen Imperator Zurg auf dem Fahrstuhl den Weg. Der neue Buzz bleibt zurück, um sich mit Zurg zu duellieren.
Der neue Buzz unterliegt, wie zuvor im Spiel, Zurg auch hier. Dieser offenbart ihm, dass er sein Vater ist. Als Zurg zur Vernichtung von Buzz ansetzt, kommt Rex zurück und rettet diesen, indem er aus Versehen mit seinem Schwanz Zurg vom Fahrstuhl zu Fall bringt und besiegt. Zurg und der neue Buzz versöhnen sich anschließend.
Die anderen verpassen Al knapp und folgen diesem zum Flughafen. Zwischenzeitlich rettet Charlie Naseweis drei Spielzeug-Aliens während einer von allen Spielzeugen gelenkten Autofahrt zum Flughafen. Im Kofferband des Flughafens versucht Stinke-Piet erneut die Rettungsaktionen zu verhindern. Er reißt hierbei erneut Woodys Arm auf, wird aber kurz danach von Woodys Freunden überrumpelt und landet letztendlich im Rucksack eines Mädchens.
Während Woody und Bully schon befreit sind, kann Woody zusammen mit Bully und Buzz Jessie erst im letzten Augenblick retten, bevor das Flugzeug nach Tokio abhebt. Bis auf Stinke-Piet, den neuen Buzz und Zurg kehren alle Spielzeuge zu Andy zurück, welcher sich über die neuen Spielzeuge freut und Woodys Arm repariert. Auch Wheezys Defekt wurde – zur Freude aller anderen Spielzeuge – zwischenzeitlich behoben.

## Produktion

### Datenverlust
Während der Produktion im Jahre 1998 bewirkte ein fehlerhaft ausgeführter Befehl den Verlust fast sämtlicher Dateien des Projektes. Ein Backup-Stand wurde wiederhergestellt, doch nach einer Woche erwies sich dieser Schritt als Reinfall. Das Backup-Medium war nämlich bereits voll und neuere Dateien hatten ältere überschrieben, was bis dahin unbemerkt blieb. Dank des Heimservers der zu Hause arbeitenden Galyn Susman konnte glücklicherweise ein wochenalter Stand wiederhergestellt werden.
Nach der überstandenen Krise wurde der Film im Winter 1998 erneut gelöscht. Dieses Mal allerdings mit Absicht, da die Produzenten mit dem Film nicht zufrieden waren. Innerhalb von neun Monaten entwickelte Pixar den Film von Grund auf neu.

### Veröffentlichung
Der Film – vertrieben von Buena Vista Entertainment – kam am 19. November 1999 in den Vereinigten Staaten und Großbritannien in die Kinos. Am 3. Februar 2000 kam der Film in die deutschen Kinos.
Obwohl der Film im Format 1:1,85 produziert wurde, enthält die „Special Edition“ DVD-Veröffentlichung lediglich eine 1:1,78-formatige Version.
Der Film lief auch im amerikanischen und britischen Fernsehen und wurde unter anderem auch ins Französische, Spanische und Italienische übersetzt.
Am 2. Oktober 2009 wurde der Film in den USA in 3D wieder in die Kinos gebracht. Er war ausschließlich in einer Doppelvorführung zusammen mit Toy Story, welcher ebenfalls in 3D konvertiert wurde, zu sehen. Ursprünglich sollten die Vorführungen auf einen Zeitraum von zwei Wochen begrenzt werden. Wegen des großen Erfolgs wurde dies jedoch auf fünf Wochen ausgedehnt.
Für die 3D-Konvertierung wurden die ursprünglichen Computerdaten aufbereitet und eine virtuelle zweite Kamera hinzugefügt, so dass ein stereoskopes Bildmaterial vorlag, was für die Tiefenwahrnehmung unerlässlich ist. Allein dieser Prozess nahm vier Monate in Anspruch. Anschließend brauchte es weitere sechs Monate, um die Filme mit adäquaten 3D-Effekten zu versehen.
Die 3D-Doppelvorführung von Toy Story 1 und 2 spielte innerhalb der fünfwöchigen Laufzeit 30.714.027 US-Dollar (23.686.658 €; 28.924.419 Schw. Fr.; Stand: 17. Juli 2010) ein, davon alleine 12,5 Millionen US-Dollar (9,64 Millionen €; 11,89 Schw. Fr.; Stand 17. Juli 2010) am Eröffnungswochenende.

### Synchronisation
Die deutsche Synchronisation entstand nach einem Dialogbuch von Pierre Peters-Arnolds unter der Dialogregie von Hartmut Neugebauer im Auftrag der Film- & Fernseh-Synchron in Berlin und München.
| Rolle                                 | Originalsprecher  | Deutscher Sprecher                       |
| ------------------------------------- | ----------------- | ---------------------------------------- |
| Woody                                 | Tom Hanks         | Peer Augustinski                         |
| Buzz Lightyear                        | Tim Allen         | Walter von Hauff                         |
| Jessie                                | Joan Cusack       | Carin C. Tietze (Gesang: Ricarda Kinnen) |
| Stinke-Piet (Stinky Pete)             | Kelsey Grammer    | Erik Schumann                            |
| Bully (Bullseye)                      | Frank Welker      | Frank Welker                             |
| Charlie Naseweis (Mr. Potato Head)    | Don Rickles       | Hartmut Neugebauer                       |
| Slinky Dog                            | Jim Varney        | Gerd Potyka                              |
| Rex                                   | Wallace Shawn     | Ernst Wilhelm Lenik                      |
| Specki (Hamm)                         | John Ratzenberger | Michael Rüth                             |
| Porzellinchen (Bo Peep)               | Annie Potts       | Alexandra Ludwig                         |
| Al                                    | Wayne Knight      | Rainer Basedow                           |
| Andy                                  | John Morris       | Karim El Kammouchi                       |
| Andys Mutter (Mrs. Davis)             | Laurie Metcalf    | Maria Böhme                              |
| Charlotte Naseweis (Mrs. Potato Head) | Estelle Harris    | Inge Solbrig                             |
| Sergeant                              | R. Lee Ermey      | Reinhard Brock                           |
| Barbie                                | Jodi Benson       | Alexandra Schneider                      |
| Restaurator                           | Jonathan Harris   | Fred Maire                               |
| Wheezy                                | Joe Ranft         | Hans-Georg Panczak                       |
| Imperator Zurg (Emperor Zurg)         | Andrew Stanton    | Tommi Piper                              |
| Aliens                                | Jeff Pidgeon      | Bernd Simon                              |

## Kritiken
Der Film erhielt überwiegend positive Kritiken: Bei Rotten Tomatoes fallen alle 172 Kritiken für den Film positiv aus – womit er eine Wertung von 100 % besitzt – und bei Metacritic konnte ein Metascore von 88, basierend auf 34 Kritiken, erzielt werden.

„Der computeranimierte Trickfilm erweist sich in seiner atemberaubenden Rasanz sowie seiner überbordenden Fülle an Gags und Einfällen als ein wahres Meisterwerk der Erzählkunst. Er fasziniert sowohl als Unterhaltung auf höchstem Niveau als auch als vielschichtiger Exkurs über das Wesen des Spiels sowie die Funktionsweise kindlicher Fantasie, wobei auch Themen wie Verlustängste, Sorgen vor dem Älterwerden und der Wert von Freundschaft und Liebe einfließen.“

Die Filmbewertungsstelle Wiesbaden verlieh der Produktion das Prädikat wertvoll.

## Auszeichnungen
Annie Awards 2000
- Bester Film – Animationsfilm
- Beste Regie – Animationsfilm
- Beste Musik – Animationsfilm
- Bestes Storyboarding – Animationsfilm
- Beste Synchronsprecherin: Joan Cusack
- Bester Synchronsprecher: Tim Allen
- Bestes Drehbuch – Animationsfilm

Oscarverleihung 2000
- Nominierung:
- Bester Filmsong „When She Loved Me“ – Randy Newman

Golden Globe Awards 2000
- Bester Film – Komödie oder Musical
  - weitere Nominierung:
  - Bester Filmsong „When She Loved Me“ – Randy Newman

Satellite Awards 2000
- Bester Animationsfilm
- Bester Original-Song „When She Loved Me“ (interpretiert von Sarah McLachlan)

Box Office Germany Award 2000

## Videospiele
Zum Film erschien auch ein Videospiel für die Konsolen Playstation, Nintendo 64 und Dreamcast sowie für den PC. In diesem wurden Ausschnitte aus dem Film zur Einleitung der Levels verwendet.
Ein weiteres Spiel erschien für den Game Boy Color.

## Trivia
- Toy Story 2 enthält einige Anspielungen auf andere Spielfilme, wie Star Wars: Das Imperium schlägt zurück (Verhältnis von Zurg zu Buzz – ich bin dein Vater), Jurassic Park (Tyrannosaurus im Rückspiegel) oder Das große Krabbeln (Flick und Gustl sind ganz kurz auf einem Ast zu sehen, in den Outtakes sieht man die ganze Szene).
- Am Ende des Films werden „Outtakes“ gezeigt, die allesamt witzige Pannen aus einzelnen Szenen des Films darstellen.
- Gegen Ende der Produktion wurden durch eine Verkettung von Bedienfehlern und technischen Problemen große Teile des Films gelöscht. Auch Pixars Backupsystem funktionierte nicht korrekt, da unbemerkt das Backup-Laufwerk seine Kapazitätsgrenze erreicht hatte. Glücklicherweise hatte Supervising Technical Director Galyn Susman eine Kopie von Teilen des Films auf ihrer heimischen Workstation. Diese wurde in aller Vorsicht ins Studio gebracht und der Film konnte rekonstruiert werden.[9][10]
- Der alte Mann, der im Pixar-Kurzfilm „Geri’s Game“ gegen sich selbst Schach spielt, taucht in dem Film als Spielzeug-Restaurator auf.